# Subdivisões da Alemanha

Estados alemães.

A Alemanha é uma república federal constituída de dezesseis estados federados, conhecidos em alemão como Länder (singular Land). Uma vez que Land é uma palavra alemã que significa "país", o termo Bundesländer ("estados da federação", singular: Bundesland) é comumente usado por ser mais específico. Três cidades (Berlim, Hamburgo e Bremen) possuem estatuto de estado, e são denominadas Stadtstaaten ("cidades-estado"). Os 13 estados restantes são designados Flächenländer ("estados territoriais").

## Associações territoriais
A Renânia do Norte-Vestfália, estado mais populoso, está dividido em duas associações territoriais (Landschaftsverbände):
- Renânia, composta das regiões administrativas de Colónia e Düsseldorf.
- Vestfália-Lippe, composta das regiões administrativas de Arnsberg, Münster e Detmold

O intuito desta divisão foi acalmar os atritos causados pela união, após a Segunda Guerra Mundial, em um mesmo estado, de duas regiões bastante diferentes culturalmente. Atualmente, estas associações possuem poderes muito pequenos.

## Regiões administrativas
Os grandes estados de Baden-Württemberg, Baviera, Hesse, Renânia do Norte-Vestfália e Saxônia, estão divididos em regiões administrativas (Regierungsbezirke, singular Regierungsbezirk), da seguinte forma:
- Baden-Württemberg: Friburgo, Karlsruhe, Stuttgart, Tubinga
- Baviera: Alta Baviera, Alta Francónia, Alto Palatinado, Baixa Baviera, Baixa Francónia, Média Francónia, Suábia
- Hesse: Darmstadt, Gießen, Kassel
- Renânia do Norte-Vestfália: Arnsberg, Colónia, Detmold, Düsseldorf, Münster
- Saxônia: Chemnitz, Dresden, Leipzig

No estado da Renânia-Palatinado, as regiões administrativas foram dissolvidas em 1 de janeiro de 2000, na Saxônia-Anhalt em 1 de janeiro de 2004 e na Baixa Saxônia em 1 de janeiro de 2005.

## Distritos
Todos os estados, exceto as cidades-estados de Berlim, Hamburgo e Bremen, estão subdivididos em distritos (Kreise, singular Kreis; ou ainda distritos rurais: Landkreise, singular Landkreis).

### Cidades independentes
Cidades independentes (Kreisfreie Städte; ou ainda distritos urbanos: Stadtkreise, singular Stadtkreis) são cidades com estatuto de distrito. A cidade-estado de Bremen é composta de duas cidades independentes, Bremen e Bremerhaven, enquanto Berlim e Hamburgo possuem estatuto de cidades-estado e cidades independentes ao mesmo tempo. As cidades independentes (ou distritos urbanos) também possuem estatuto de municipalidade. 
Existem, na Alemanha, 323 distritos (ou distritos rurais) e 116 cidades independentes (ou distritos urbanos), totalizando 439 governos distritais.

## Municípios
Na Alemanha, um município é parte de um distrito. Entidades grandes de mesmo nível são chamadas de Städte (singular Stadt, cidade(s)). Entidades menores de mesmo nível são chamados de Gemeinden (singular Gemeinde, município(s)). 
Na Alemanha (a 1 de março de 2006) existiam 12 320 municípios.

### Städte
As cidades na Alemanha são municípios, porém, com direito de cidade (Stadtrecht). No passado este estatuto incluía muitos privilégios, principalmente o de estabelecer seus próprios impostos.

### Gemeinden
Os municípios na Alemanha são as menores unidades administrativas da Alemanha.

## Associações municipais
Para facilitar a administração de municípios pequenos de tipo Gemeinde, existem associações municipais chamadas Ämter (singular Amt), ou similares, tais como:
- No estado de Baixa Saxônia: Samtgemeinde é um grupo de pequenos municípios de um mesmo distrito reunidos numa só administração, sem direito territorial. Municípios que não pertencem a um Samtgemeinde são chamados de Einheitsgemeinde (singular).
- Nos estados de Schleswig-Holstein, Mecklemburgo-Pomerânia Ocidental e Brandemburgo: Amt é um grupo de pequenos municípios de um mesmo distrito reunidos numa só administração, sem direito territorial. Os municípios membros são chamados de amtsangehörige Gemeinde (singular). Municípios que não pertencem a um Amt são chamados de amtsfreie Gemeinde (singular).
- Nos estados de Baden-Württemberg, Baviera, Turíngia, Saxônia e Saxônia-Anhalt: Verwaltungsgemeinschaft (português: corporações ou corpos administrativos centrais) é um grupo de pequenos municípios de um mesmo distrito (chamados de municípios membros) reunidos numa só administração, sem direito territorial.
- No estado de Renânia-Palatinado: Verbandsgemeinde é um grupo de pequenos municípios de um mesmo distrito reunidos numa só administração, com direito territorial. Os municípios membros são chamados de Ortsgemeinde (singular). Municípios que não pertencem a um Verbandsgemeinde são chamados de Einheitsgemeinde (singular).

Tradução: Federal level - nível federal, Federal states - estados, Area states - estados territoriais, City states - cidades-estado, Governmental districts - distritos governamentais, (Rural) districts - distritos (rurais), Urban districts - distritos urbanos (cidades independentes), Offices - ofícios (associações municipais), Municipalities - municipalidades (municípios e cidades), Municipalities of an office/district - municipalidades (municípios ou cidades) membros de uma associação municipal.

## Demais subdivisões
As cidades grandes da Alemanha, como Berlim e Hamburgo são subdivididas em distritos municipais (em alemão: Stadtbezirk, em Berlim: Bezirk) que por si podem estar divididos em bairros (em alemão: Stadtteile ou Ortsteile) para fins estatísticos.

## Áreas não incorporadas
Em 5 estados, existem "áreas não incorporadas", principalmente florestas despovoadas e áreas de montanha, além de quatro lagos bávaros, estas áreas não fazem parte de qualquer município. Em 1 de janeiro de 2005, existiam 246 destas áreas, a maioria delas na Baviera, com um total de 4.167,66 km², ou 1,2% da área total da Alemanha. A tabela abaixo mostra um resumo destas áreas:
| State              | 01. Jan. 2005 | 01. Jan. 2005 | 01. Jan. 2000 | 01. Jan. 2000 |
| State              | nº            | área em km²   | nº            | área em km²   |
| ------------------ | ------------- | ------------- | ------------- | ------------- |
| Baviera            | 216           | 2.725,06      | 262           | 2.992,78      |
| Baixa Saxônia      | 23            | 949,16        | 25            | 1.394,10      |
| Hessen             | 4             | 327,05        | 4             | 327,05        |
| Schleswig-Holstein | 2             | 99,41         | 2             | 99,41         |
| Baden-Württemberg  | 1             | 66,98         | 2             | 76,99         |
| Total              | 246           | 4.167,66      | 295           | 4.890,33      |

A tabela mostra que em 2000 o número de áreas não incorporadas era de 295, com um total de 4.890,33 km². Estas áreas têm sido continuamente incorporadas nos municípios vizinhos, totalmente ou parcialmente, mais frequentemente da Baviera.
Apenas 4 áreas não incorporadas são povoadas, com uma população total aproximada de 2.000 habitantes.